# اعتام (صعفان)

تعديل مصدري - تعديل

اعتام هي إحدى قرى عزلة بني عراف بمديرية صعفان التابعة لمحافظة صنعاء، بلغ تعداد سكانها 1612 نسمة حسب تعداد اليمن لعام 2004.